# Star Trek: The Rebel Universe
Star Trek: The Rebel Universe est un jeu vidéo d'action-aventure édité par Simon & Schuster et Firebird Software, sorti en 1987 sur Atari ST, Commodore 64 et DOS.

## Accueil
- Computer and Video Games : 9/10 (Atari ST)[1]